# Ewgeni Gerganow
Ewgeni Gerganow (Bulgarisch: Евгени Герганов; * 1. Oktober 1975) ist ein bulgarischer Radrennfahrer.
Ewgeni Gerganow gewann 2004 das Sacrifice Race in Griechenland und er wurde Dritter bei der bulgarischen Zeitfahrmeisterschaft. Im folgenden Jahr gewann er ein Teilstück bei der Presidential Cycling Tour of Turkey, wo er auch Dritter der Gesamtwertung wurde. Außerdem gewann er eine Etappe und die Gesamtwertung beim Grand Prix Sunny Beach. Seit 2006 fuhr Gerganow für das bulgarische Continental Team Cycling Club Bourgas. In seiner zweiten Saison dort wurde er bei der nationalen Meisterschaft Zweiter im Zeitfahren und Dritter im Straßenrennen. Später gewann er die Gesamtwertung der Bulgarien-Rundfahrt.

## Erfolge
2005
- eine Etappe Presidential Cycling Tour of Turkey
- Grand Prix Sunny Beach und eine Etappe

2007
- Bulgarien-Rundfahrt

2008
- 3. Platz Bulgarische Straßenmeisterschaften – Einzelzeitfahren

2010
- Tour of Szeklerland
- eine Etappe Tour of Bulgaria

2013
- 2. Platz Bulgarische Straßenmeisterschaften – Einzelzeitfahren

## Teams
- 2006–2009 Cycling Club Bourgas
- 2009 Hemus 1896-Troyan (ab 01.07)
- 2010 Hemus 1896-Vivelo
- 2011 Konya Torku Şeker Spor-Vivelo
- 2012 Tusnad Cycling Team